# We Baby Bears
We Baby Bears (Escandalositos en Hispanoamérica y Somos ositos en España) es una serie animada estadounidense desarrollada por Manny Hernández. Es un spin-off de la serie We Bare Bears de Cartoon Network, que fue creada por Daniel Chong. Producida por Cartoon Network Studios, se estrenó en Cartoon Network el 1 de enero de 2022, la serie fue renovada para una segunda temporada, que se estrenó el 17 de junio de 2023.

## Trama
We Baby Bears sigue a Pardo, Panda y Polar cuando eran bebés que buscaban un nuevo hogar en una caja mágica de teletransportación.

## Personajes
- Connor Andrade como Bebé Pardo
- Amari McCoy como Bebé Panda
- Max Mitchell como Bebé Polar
- Demetri Martin como Narrador

## Producción
La serie se anunció por primera vez el 30 de mayo de 2019, y estaba programada para estrenarse en Cartoon Network en la primavera de 2021, pero se retrasó hasta enero de 2022. Se lanzó un avance el 25 de noviembre de 2021, y el La serie estrenó sus primeros 10 episodios en un maratón el día de Año Nuevo de 2022. La serie tiene un estilo anime y presenta a los osos viviendo varias aventuras en su caja mágica. Manny Hernández, quien se desempeñó como director supervisor en la serie original, se desempeña como productor ejecutivo, mientras que Daniel Chong participa como productor ejecutivo.

## Medios domésticos
Escandalositos tuvo su primer lanzamiento en DVD el 25 de octubre de 2022, y consta de los primeros 20 episodios de la primera temporada.